# عملية ألبرتا تاسيوك
عملية ألبرتا تاسيوك (معروفة باللغة الإنجليزية باسم: AOSTRA Taciuk process) هي تقنية حرارية جافة بهدف استخراج النفط الصخري من أراضي: النفط الرملي، وأراضي الصخور الزيتية، بالإضافة للعديد من المواد العضوية الأخرى، مثل التربة المشبعة بالنفط الحمأة، والنفايات. تم تسمية هذه التكنولوجيا على اسم مخترعها وليام تاسيوك باإضافة إلى هيئة ألبرتا للعلوم والتكنولوجيا والبحوث.

## التاريخ
بدأت عمليات البحث والدراسة لتكنولوجيا البرتا تاسويك في عام 1970م. قرر المخترع ويليام تاسيوك في عام 1975م تشكيل شركة خاصة لمشروعه والتي أصبحت حاليا جزء من منظمة بوليسيوس العالمية والتي استكملت بدورها تطوير هذه التكتنولوجيا. في عام 1977م تم إنشاء أول مصنع تجريبي لتجريب تكنولويجا استخراج النفط الصخري.
الهدف البدائي لتطوير هذه التكنولويجا كان لاستخراج النفط الرملي باستخدام التحلل الحراري. على الرغم من ذلك فإن في عام 1989م تم استخدامها بغرض الاصلاح البيئي للتربة الموثة كجزء من حملة تروجية لها. في الفترة من عام 1999م إلى عام 2004م كانت تقنية ألبرتا تسخدم لإستخراج النفط الصخري في مصنع ستيوارت للنفط الصخري ‏ في أستراليا. خلال تلك الفترة تم استخراج ما يقار 1.5 مليون برميل نفط صخري من أراضي شركة جنوب المحيط الهادئ المحدوده للنفط؛ والتي بدورها توجها إلى الحراسة القضائية لتتعامل مع الموقف، الأمر الذي أدى بالمالك الاحق لمنصع -ستيوارت للنفط الضخري- كوينزلاند لموارد الطاقة ان تغلق ابوابها وتفكك المصنع.
وفي عام 2002م جربت الشركة الأستونية فيرو كيما قروب استخدام تقنية ألبرتا تاسيوك ولكن للاسف لم تبقى طويل حتى تخلت الشركة عن فكرة استخدامها.

## التكنولوجيا
عملية ألبرتا تاسيوك هي تقنية تتم فوق سطح الأرض لإعادة تدوير الصخر الصخري تصنف على انها تكنولوجيا لإعادة تدوير المواد الصلبة الساخنة. ما يمسز هذة التقنية عن غيرها هو أن جميع العمليات سواء كانت: تجفيف، أو تحليل حراري، بالإضافة إلى عمليات الحرق، إعادة التدوير، وتبريد المواد المستهلكة والمخلفات، كلها تتم في آلة دائرية متعددة الغرف تعمل على مبدأ الدوران، حيث يكون مغذي الآلة مصنوع من جسيمات وألياف دقيقة.
-صورة توضح الغرف االمتعددة واماكنها _جاري العمل عليها_-
حيث ان التطبيقات المتبعة لإستخراج النفط الصخري؛ تتم عن طريق تغذية الجسيمات الدقيقة (التي يصغر حجم قطرها عن 25 ميليمتر (أي 1 بوصة)) في أنابيب التسخين المعوجة داخل الألة، حيث يتم تجفيفها وتسخينها إلى 250 درجة مئوية (480 درجة فهرنهايت) بشكل غير مباشر عن طريق الرماد الصخري الساخن وغاز المداخن الساخن. وفي منطقة الانحلال الحراري تجري عملية خلط لجزيئات الزيت الصخري مع الرماد الصخري الساخن؛ لإجراء عملية الانحلال الحراري في درجة حرارة تتراوح بين 500 درجة مئوية (930 درجة فهرنهايت) و 550 درجة مئوية (1020 درجة فهرنهايت).
بعدها يسحب بخار النفط الصخري الناتج من العميات السابقة من خلال أنبوب البخار واسترداده عن طريق التكثيف في ألة أخرى. ثم تنقل بقايا الفحم المختلطة مع الرماد إلى منطقة الإحتراق حيث تحرق بدرجة حرارة تعادل 800 درجة مئوية (1470 درجة فهرنهايت) لتشكيل الرماد الصخري. بعد المرور بكل هذة العميات نصل إلى مرحلة نهائية يتم فيها تسليم جزء من الرماد إلى منطقة الانحلال الحراري مرة أخرى حيث يستفاد من حرارة لإبقاء الآلة تعمل، وينقل الجزء الأخر الي منطقة التبريد لتبريدة مع غازات الاحتراق عن طريق نقل الحرارة إلى مدخل-مغذي- النفط الزيتي.
تكمن مزيا علمية تكنولوجيا ألبرتا تاسيوك في عدة امور: كالتصميم البسيط والمتين، الاكتفاء الذاتي للطاقة، الحاجة القلية للمياه لإتمام العملية، القدرة على التعالم مع الجسيمات الدقيقة، وأهم ميزاتها تكمن في كميات خام النفط المنتج. تعد أيضا أفضل خيار لمعالجة المواد النفطية ذات العائدات المنخفضة. باإضافة إلى أن النقل الميكانيكي للمواد الصلبة من الجهاز لا ينطوي على تحريك الأجزاء فقط، بل تحقيق كفاءة أفضل للعميلة من خلال نقل الحرارة بين المواد الصلبة (صلب - صلب). معظم الطاقة المستهلكة في العملية (ما يقارب 80% منها) تنتج عن طريق احتراق غاز الفحم والغاز الصخري النفطي المنتج؛ وبالتالي الحاجة لمصادر الطاقة الخارجية تكون اقل مما تحتاجة مقارنة بالآلات الأخرى. عائداتها النفطية تتراوح بين (85-90%) حسب فحص فيشر أسساي. يقل معدل استهلاك الكربون العضوي في أثناء العملية عن 3%. كما تنتج هذه العملية كميات صغيرة فقط من المياه الملوثة مع تركيزات منخفضة من الفينولات. تنطبق هذه المزايا أيضًا على آبار النفط، بما في ذلك: زيادة العائد على النفط، اختزال تدفق عملية مبسطة، الحد من خسائر مخلفات التعدين، عدم الحاجة إلى القاء المخلفات في البرك وتلويثها، استخدام الطاقة بفعالية أكبر من عمليات استخراج المياه الساخنة، والقضاء على متطلبات المواد الكيميائية وغيرها من المواد المضافة.
ومن مخاطر هذه التكتولوجيا أنها يمكن أن تصل إلى درجة الحرارة التي تبدأ عندها المعادن الغازية الموجودة في الصخر الزيتي بالتحلل مؤدية إلى زيادة إنبعاث غازات الاحتباس الحراري العالمي.

## مواقع استخدمت فيها تكنولوجيا ألبرتا تاسيوك
من عام 2008م، تم استخدام تكنولوجيا ألبرتا تاسيوك من قبل وكالة حماية البيئة الأمريكية في موقع ملوق بثنائي الفينيل متعدد الكلورب القرب من بوفالو (نيويورك)، وأيضا في ميناء واكيغان إلينوي.
منظمة بوليسيوس تدير 5 أطنان من الصخر الزيتي في الساعة، وتقوم بمعالجة تجريبية في كالغاري ألبرتا لاختبارات واسعة النطاق على أنواع الصخور الزيتي المختلفة.
وحيث قامت مجموعة فوشون الصينية للتعدين ببناء مصنع سعته 250 طناً في الساعة والذي بدا العمل منذ عام 2010م.
الأردن للطاقة والتعدين المحدودة تعتزم استخدام تكنولوجيا ألبرتا تاسيوك لاستخراج الصخور الزيتية في الأردن من اللجون ومحطات توليد العطارات.